# One Way Ticket (The Darkness)
One Way Ticket is een nummer van The Darkness, uitgebracht op 14 november 2006 door het platenlabel Must Destroy. Het nummer behaalde de 8e positie in de UK Singles Chart.